# Англо-австралийский телескоп
Англо-австралийский телескоп (ААТ) — 3,9-метровый телескоп-рефлектор, находящийся в собственности и финансируемый совместно правительствами Австралии и Великобритании. Расположен в Обсерватории Сайдинг-Спринг (штат Новый Южный Уэльс, Австралия). Телескоп, построенный в начале 1970-х годов, имеет экваториальную монтировку. Плановые наблюдения начались в 1975 г. Управляет телескопом Дирекция Англо-австралийского телескопа (ДААТ).
Это первый в мире телескоп с компьютерным управлением.
Вместе с этим универсальным телескопом используется множество различных приборов, что привело к важным научным открытиям и позволило получить эффектные фотографии южного звездного неба.
В рамках «Международного года астрономии-2009» телескоп участвовал в проекте «100 часов астрономии», который длился более четырех дней и ночей, с 2 по 5 апреля 2009 года, и был задействован в онлайновом веб-портале «Вокруг света с помощью 80 телескопов».